# Ohňový polygon
Ohňový polygon je technické zařízení sloužící hasičům ke zkoušení pracovních postupů v objektech zasažených požárem. Učí se zde například optimálnímu způsobu vstupu do takto zasažených míst, nebo vhodnému hospodaření s hasebním materiálem. Zařízení může umět nasimulovat i takzvaný  flashover, tedy celkové vzplanutí hašeného místa, nebo backdraft, představující výbušné hoření.
Polygon se skládá z modulů představujících jednotlivé situace, s nimiž se lze při hašení požárů setkat. Lze tak nasimulovat hořící místnost v přízemí, zásah na schodišti nebo v bytě v patře. V České republice k roku 2017 absolvuje výcvik na polygonu asi 380 hasičů ročně.

## Polygony v Česku
Na území České republiky se k roku 2017 nachází čtyři ohňové polygony:
- ve Frýdku-Místku[4]
- v Raspenavě – ohňový polygon Raspenava[3]
- ve Vysokém Mýtě[2]
- ve Zbirohu[5]